# 河清碘泡虫
河清碘泡虫（学名：Myxobolus hochingensis）为碘泡科碘泡虫属的动物。在中国，分布于广东、湖南等，营寄生生活，寄生在体表、肾（条纹二须鲃）、脾（鲩）。